# El padre Jofré defendiendo a un loco
El padre Jofré defendiendo a un loco es una pintura de óleo sobre lienzo de Joaquín Sorolla pintada en Asís en 1887 y propiedad de la Diputación de Valencia, pero expuesto en depósito en el Palacio de la Generalidad de Valencia. Se trata de una obra de su etapa de formación, pintada durante su estancia en Italia entre 1885 y 1889 gracias a una beca de la Diputación de Valencia para formarse en la Academia Española de Bellas Artes de Roma. El cuadro era una exigencia de la beca y su envío le permitió prorrogar la beca un año en 1888. En su estancia en Asís coincidió con Emilio Sala, quien influyó en el estilo de Sorolla a la hora de pintar esta obra.
La obra muestra una escena ocurrida el 24 de febrero de 1409, en la que el padre Jofré, fraile mercedario valenciano, defiende a un joven con problemas psiquiátricos de una multitud cuando se encaminaba a dar el sermón del primer domingo de Cuaresma a la catedral de Valencia. Mediante el discurso que pronunció ante este hecho, logró la fundación del primer centro psiquiátrico de la historia: el llamado Hospital dels Folls, Inocents i Desamparats. La obra fue sufragada con donativos de comerciantes y artesanos de la ciudad de Valencia, y recibió la aprobación del Consejo General de la ciudad, los permisos del rey Martín I y la bula de Benedicto XIII que lo autorizaba.
Para su creación, el mismo año realizó un boceto y pintó un estudio (Estudio para el padre Jofré) en óleo sobre tabla. Ambos muestran el mismo escenario y figuras, pero a diferencia del cuadro final, en el boceto y en el estudio el padre Jofré se encuentra medio de espaldas al espectador, mientras que en la obra final se encuentra casi de frente. Actualmente se encuentran en el Museo Sorolla de Madrid al que ingresó como parte del legado de la viuda del pintor.